# مستعمرة (أحياء)

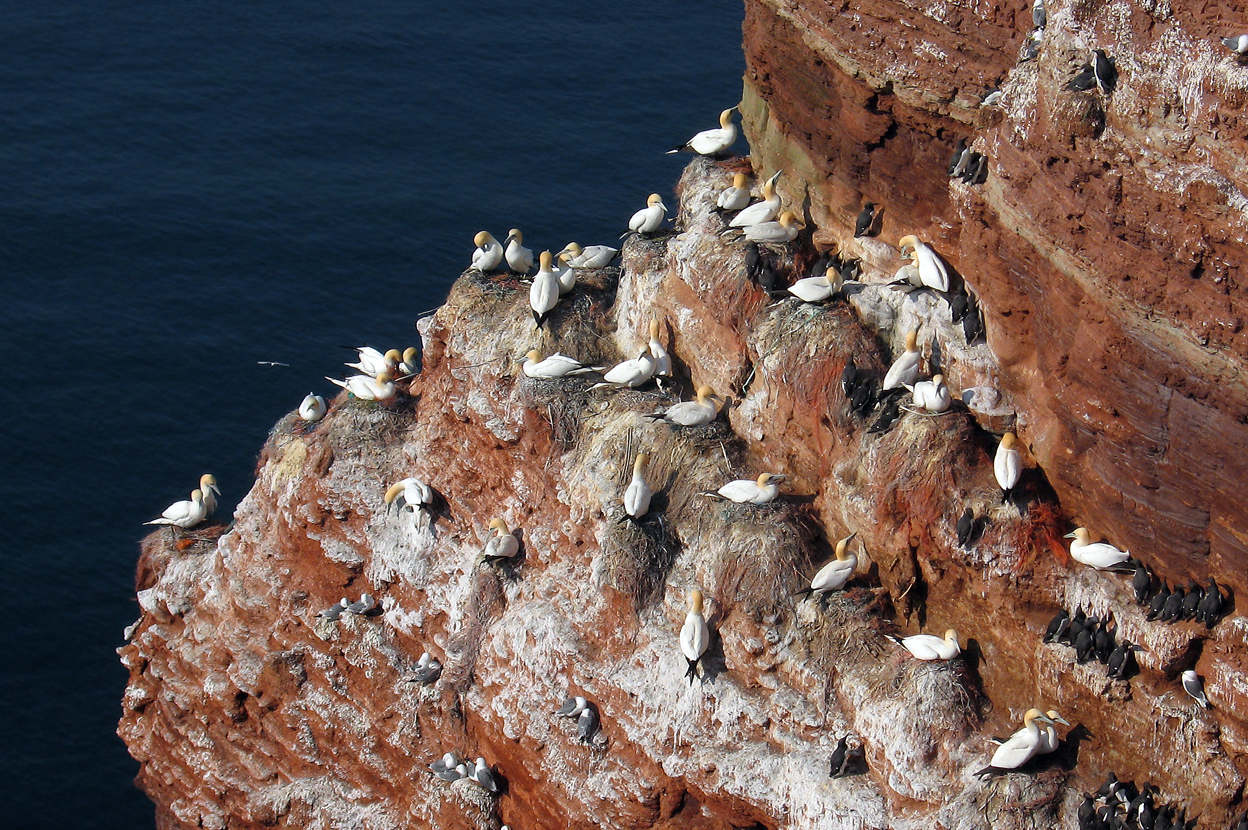
مستعمرة من الطيور

المستعمرة (بالإنجليزية: Colony)‏ في علم الأحياء هو مصطلح يشير إلى عدة متعضيات من نفس النوع تعيش معاً وجنباً إلى جنب. ويكون هذا العيش المشترك بهدف المنفعة المتبادلة، كتشكيل جبهة دفاع أقوى أو القدرة على مهاجمة فريسة أكبر كبعض الحشرات مثل النمل والنحل لا تعيش إلا في مستعمرات.
المستعمرات الجرثومية (أو مستعمرات الأحياء الدقيقة) هي عبارة عن تجمع من جراثيم تنمو على سطح أو بين مستنبتات صلبة، وغالباً ما تنشأ من خلية واحدة. وباعتبار أن جميع المتعضيات تنحدر من خلية أم مفردة فتكون كل هذه المتعضيات ضمن المستعمرة الواحدة مميزة من الناحية الجينية (باستثناء الطفرات التي يمكن أن تحدث بنسبة منخفضة وغير قابلة للتحكم). وبالتالي يمكن الاستفادة من المستعمرة بعزل عترات متماثلة جينياً من خليط من الخلايا.